# Sophie Barazetti
Sophie Barazetti, geborene von Le Monnier, (* 1. Juli 1858 in Morzg bei Salzburg; † 6. Mai 1929 in Aarau) war eine österreichische Schriftstellerin.

## Leben
Sophie wurde als Tochter von Anton Ritter von Le Monnier und seiner Ehefrau Franziska in Salzburg geboren. Der Geograph Franz von Le Monnier war ihr Bruder. Durch die berufsbedingte Versetzung ihres Vaters lebte sie zwischen 1860 und 1869 zunächst in Brünn und ab 1869 in Wien.
Am 18. September 1880 heiratete sie den Rechtsanwalt Cäsar Barazetti. Im Jahr 1884 folgte eine Übersiedlung nach Heidelberg und später eine weitere in die Schweiz nach Freiburg. Ab 1897 lebte sie in Genf, zog 1908 nach Wien und verstarb in Aarau.
Barazetti begann erst spät zu schreiben. Ihr Debütroman Im Banne des Unterberges erschien 1887 und wurde unter anderem ins Dänische übersetzt. Sie veröffentlichte auch Novellen in Zeitschriften, so die Werke Die Hochzeit von Becourt, Das Jugendelixir und Sylvesternacht.

## Werke
- Im Banne des Untersberges. Eine Erzählung aus dem 17. Jahrhundert. Konegen, Wien 1887. (Digitalisat)
- Gaudeamus igitur. Heidelberger Roman. Groos, Heidelberg 1900.
- Apsara – Zwischen Lipp’ und Kelchesrand. Novellen. Pierson, Dresden 1890.
- Mammon. Roman in drei Büchern. Ahn, Berlin/Köln/Leipzig 1897.
- Die Hochzeit von Becourt. Janke, Berlin 1897.
- Der Wundergarten. 1899.[2]